# Nicolet-Yamaska (municipio regional de condado)
Nicolet-Yamaska (AFI: [nikͻlͼjamaskɑ]), es un municipio regional de condado (MRC) de la provincia de Quebec en Canadá. Está ubicado en la región administrativa de Centre-du-Québec. La sede y ciudad más poblada es Nicolet.

## Geografía

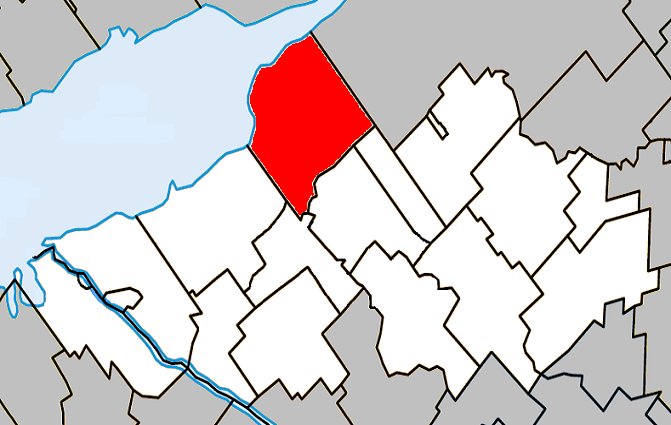
Territorio del MRC de Nicolet-Yamaska, en rojo Nicolet

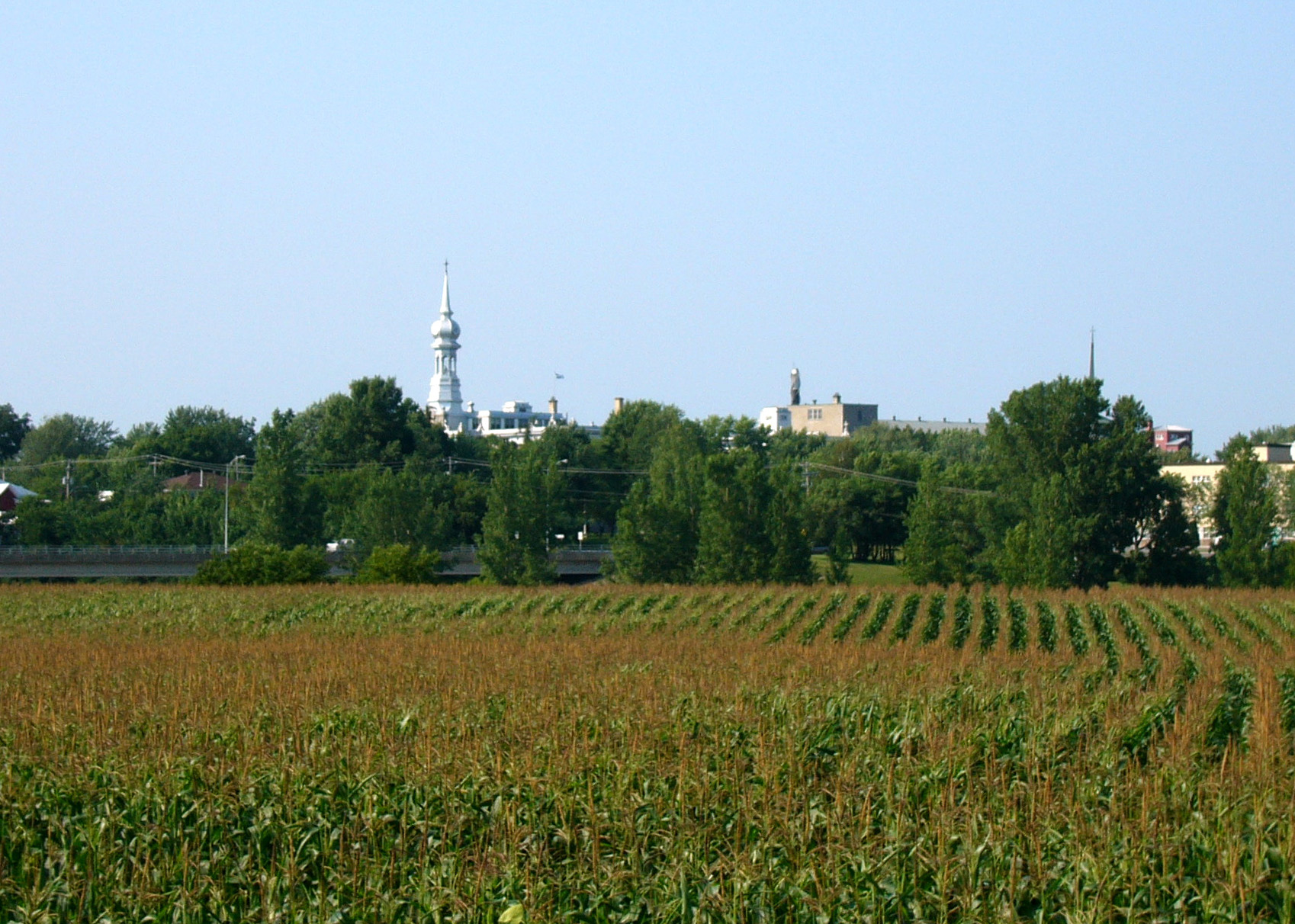
Campo en Nicolet-Yamaska

El municipio regional de condado de Nicolet-Yamaska se encuentra por la ribera derecha del río San Lorenzo, por el lago Saint-Pierre. Los MRC limítrofes o territorios equivalentes son Bécancour al noreste, Arthabaska al sureste, Drummond al sur, Pierre-De Saurel al suroeste, así como D'Autray, Maskinongé y Trois-Rivières al noreste en ribera opuesta del lago Saint-Pierre. La ribera del lago Saint-Pierre se extiende sobre 35 km en el MRC. El territorio está incluso en la planicie del San Lorenzo. Los ríos Yamaska, Saint-François y Nicolet, afluentes del San Lorenzo, bañan el MRC.

## Urbanismo
La mayor parte (98%) del territorio está incluso en la aérea agrícola permanente. Un cuarto (27%) es cubierto por el bosque. Tres aéreas urbanas y centros de servicios se encuentran en el MRC : Nicolet, la sede, en la parte este, Pierreville—-Saint-François-du-Lac en la parte oeste, y Saint-Léonard-d’Aston en la parte sur.

## Historia

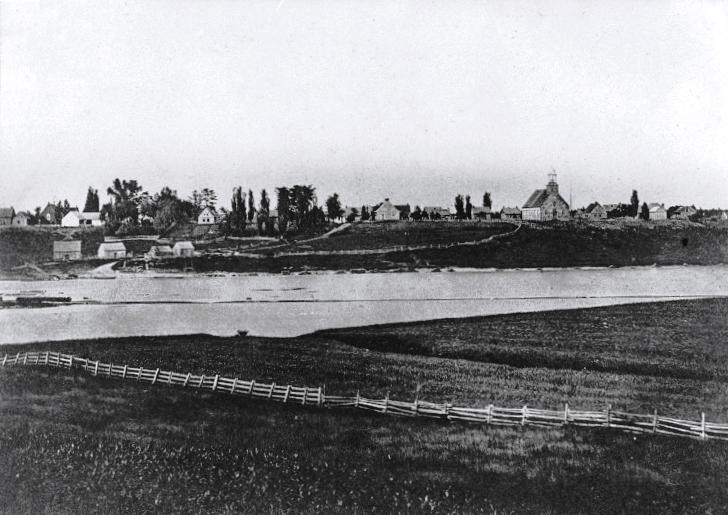
Odanak y Pierreville, hacia 1910

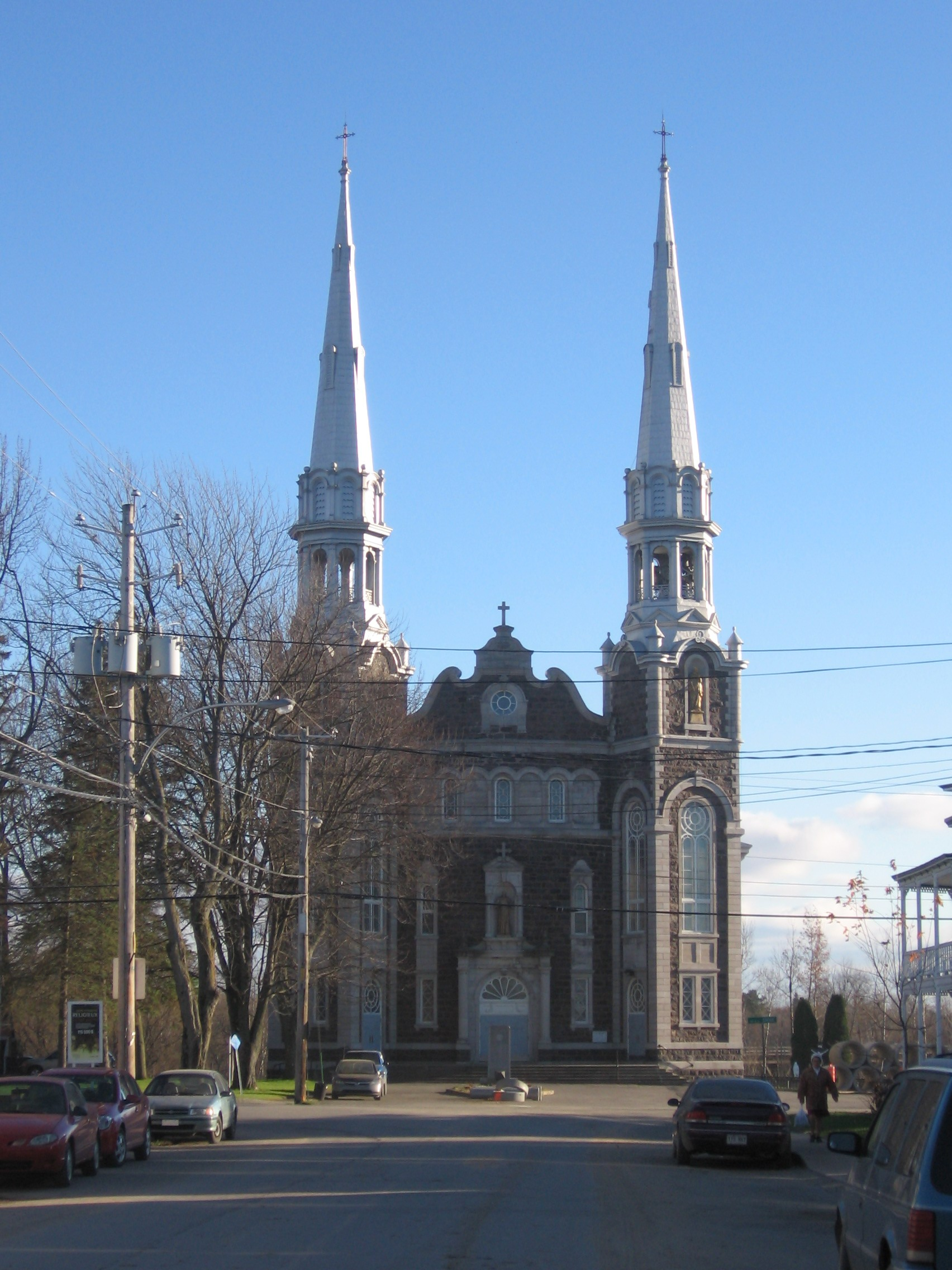
Iglesia de Saint-Léonard-d’Aston

El MRC, creado en 1982, sucedió al antiguo condado de Yamaska. Su nombre procede de los topónimos de los ríos Nicolet y Yamaska.

## Política

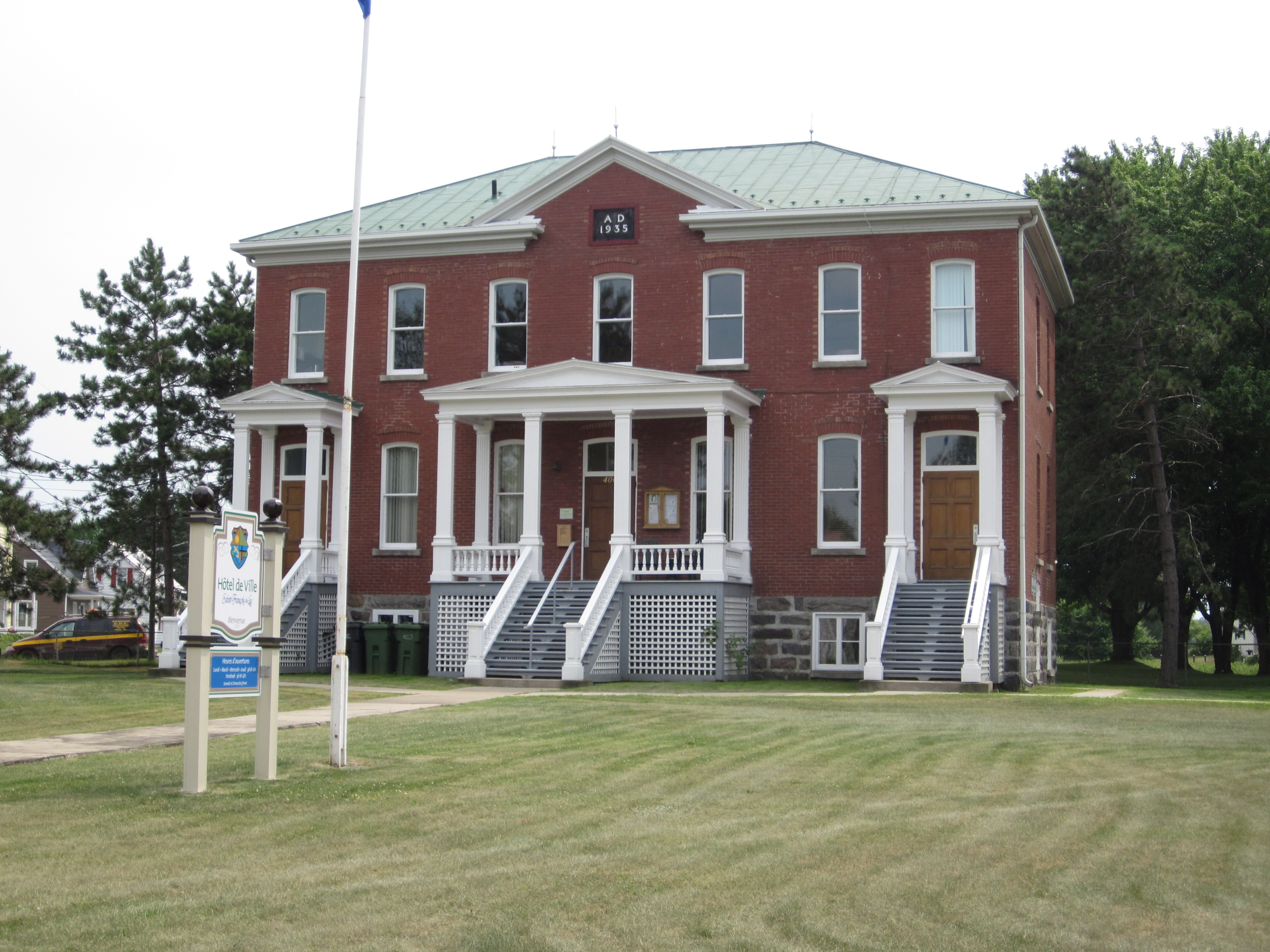
Ayuntamiento de Saint-François-du-Lac

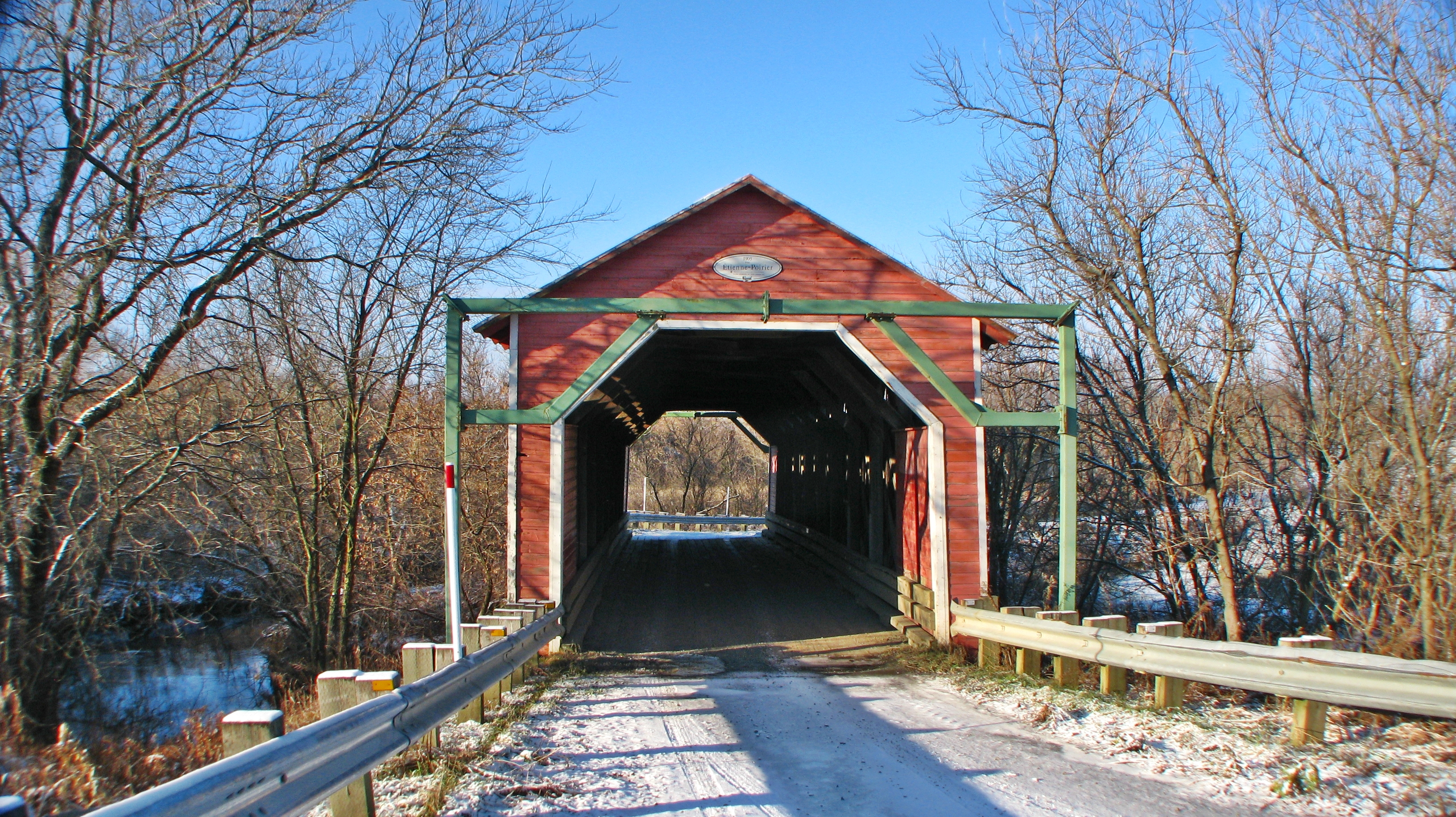
Puente Étienne-Poirier en Saint-Célestin

El prefecto actual (2014) es Alain Drouin, alcalde de Nicolet. El territorio del MRC de Nicolet-Yamaska forma parte de las circunscripciones electorales de Nicolet-Bécancour a nivel provincial y de Richelieu a nivel federal.

## Demografía
Según el censo de Canadá de 2011, había 22 798 habitantes en este MRC. La densidad de población era de 22,6 hab./km². La población ha decrecido de 0,9 % entre 2006 y 2011. En 2011, el número total de inmuebles particulares era de 10661, de los que 9764 estaban ocupados por residentes habituales, los otros siendo desocupados o segundas residencias. La población es francófona, a excepción de la comunidad abenaki de Odanak.
Evolución de la población total, 1991-2014

## Economía
La economía regional se compuesta de la agricultura, de la industria de transformación y del sector terciario. La actividad institucional se encuentra en Nicolet con el obispado, la escuela nacional de póliza y el centro de investigación de defensa nacional. Como los centros urbanos de Nicolet-Yamaska son intermedios o pequeños, la población trabaja y compra en gran parte en las ciudades vecinas de Trois-Rivières, Sorel-Tracy, Drummondville y Victoriaville.

## Componentes
Hay 16 municipios y una reserva india en el territorio del MRC de Nicolet-Yamaska.
| Código | Nombre                    | Tipo          | Fecha de constitución | Área total (km²) | Área agua (km²) | Área tierra (km²) | Población 2014 | Gentilicio (en francés) | Densidad (hab./km²) | DT | Concejales | CEP               | CEF       |
| ------ | ------------------------- | ------------- | --------------------- | ---------------- | --------------- | ----------------- | -------------- | ----------------------- | ------------------- | -- | ---------- | ----------------- | --------- |
| 50005  | Sainte-Eulalie            | Municipio     | 01.07.1864            | 86,01            | 0,21            | 85,80             | 926            | Eulalien, ne            | 10,8                | S  | 6          | Nicolet-Bécancour | Richelieu |
| 50013  | Aston-Jonction            | Municipio     | 26.03.1997            | 25,93            | 0,09            | 25,84             | 418            | Astonnais, e            | 16,2                | S  | 6          | Nicolet-Bécancour | Richelieu |
| 50023  | Saint-Wenceslas           | Municipio     | 11.10.1995            | 79,76            | 0,48            | 79,28             | 1113           | Wesceslois, e           | 14,0                | S  | 6          | Nicolet-Bécancour | Richelieu |
| 50030  | Saint-Célestin            | Pueblo        | 25.11.1896            | 1,44             | 0,01            | 1,43              | 794            | Annavillois, e          | 555,2               | S  | 6          | Nicolet-Bécancour | Richelieu |
| 50035  | Saint-Célestin            | Municipio     | 01.07.1864            | 77,78            | 0,43            | 77,35             | 621            | Saint-Célestinois, e    | 8,0                 | S  | 6          | Nicolet-Bécancour | Richelieu |
| 50042  | Saint-Léonard-d’Aston     | Municipio     | 13.04.1994            | 84,82            | 1,23            | 83,59             | 2317           | Léonardais, e           | 27,7                | D  | 6          | Nicolet-Bécancour | Richelieu |
| 50050  | Sainte-Perpétue           | Parroquia     | 09.03.1878            | 71,71            | 0,26            | 71,45             | 978            | Perpétuen, ne           | 13,7                | S  | 6          | Nicolet-Bécancour | Richelieu |
| 50057  | Sainte-Monique            | Municipio     | 03.01.1996            | 59,66            | 1,61            | 58,05             | 565            | Moniquois, e            | 9,7                 | S  | 6          | Nicolet-Bécancour | Richelieu |
| 50065  | Grand-Saint-Esprit        | Municipio     | 14.05.1938            | 27,20            | 0,02            | 27,18             | 487            | Esprien, ne             | 17,9                | S  | 6          | Nicolet-Bécancour | Richelieu |
| 50072  | Nicolet                   | Ciudad        | 27.12.2000            | 129,32           | 33,35           | 95,97             | 8022           | Nicolétain, e           | 83,6                | D  | 6          | Nicolet-Bécancour | Richelieu |
| 50085  | La-Visitation-de-Yamaska  | Municipio     | 02.02.1899            | 43,55            | 0,83            | 42,72             | 331            | Visitandin, e           | 7,7                 | S  | 6          | Nicolet-Bécancour | Richelieu |
| 50090  | Saint-Zéphirin-de-Courval | Parroquia     | 01.07.1855            | 71,87            | 0,05            | 71,82             | 727            | Zéphirinois, e          | 10,1                | S  | 6          | Nicolet-Bécancour | Richelieu |
| 50095  | Saint-Elphège             | Parroquia     | 12.03.1886            | 42,36            | 1,32            | 41,04             | 294            | Elphègeois, e           | 7,2                 | S  | 6          | Nicolet-Bécancour | Richelieu |
| 50100  | Baie-du-Fèvre             | Municipio     | 26.03.1983            | 173,28           | 76,51           | 96,77             | 1025           | -                       | 10,6                | S  | 6          | Nicolet-Bécancour | Richelieu |
| 50113  | Pierreville               | Municipio     | 13.06.2001            | 124,95           | 47,60           | 77,35             | 2194           | Pierrevillien, ne       | 28,4                | S  | 6          | Nicolet-Bécancour | Richelieu |
| 50128  | Saint-François-du-Lac     | Municipio     | 31.12.1997            | 83,43            | 19,40           | 64,03             | 2008           | Francilois, e           | 31,4                | S  | 6          | Nicolet-Bécancour | Richelieu |
| 50802  | Odanak                    | Reserva india | .                     | 5,73             | 0,08            | 5,65              | 475            | .                       | 84,1                | -  | -          | Nicolet-Bécancour | Richelieu |
| 500    | Nicolet-Yamaska           | MRC           | 01.01.2002            | 1188,80          | 183,48          | 1005,32           | 23 295         | -                       | 23,2                | -  | -          | Nicolet-Bécancour | Richelieu |

DT división territorial, D distritos, S sin división; CEP circunscripción electoral provincial, CEF circunscripción electoral federal 